# Thomas Dermine
Thomas Dermine, né le 1er mai 1986 à Charleroi, est un économiste et homme politique belge francophone membre du Parti socialiste.
Depuis le 1er octobre 2020, il est membre du gouvernement belge, adjoint au ministre de l’Économie et du Travail, Pierre-Yves Dermagne, en qualité de secrétaire d’État pour la Relance et les Investissements stratégiques, chargé de la Politique scientifique au sein du gouvernement fédéral d’Alexander De Croo.

## Biographie
Cette section ne s'appuie pas, ou pas assez, sur des sources secondaires ou tertiaires indépendantes du sujet. Le texte peut contenir des analyses inexactes ou inédites de sources primaires.
Pour l'améliorer, ajoutez-en, ou placez des modèles {{Source secondaire souhaitée}} ou {{Source secondaire nécessaire}} sur les passages mal sourcés. (novembre 2022)

### Parcours scolaire et professionnel
Thomas Dermine est né à Charleroi et y passe son enfance. Il poursuit une partie de sa scolarité en néerlandais à l’Abdijschool de Termonde, en Flandre orientale. Il entreprend ensuite des études d’ingénieur de gestion à Solvay, études qu’il complète par un cursus en sciences politiques à l’Université libre de Bruxelles.
Titulaire d’une bourse de la Belgian American Educational Foundation (Francqui Fellow), il poursuit son parcours académique à l’université Harvard, à Boston. Il y collabore notamment avec le professeur Jeffrey Liebman (en) sur des thématiques liées à l’innovation sociale.
De 2009 à 2016, il travaille comme consultant chez McKinsey dans plusieurs pays. En 2016, il rejoint l’incubateur Kamet Ventures à Londres pour y travailler sur un projet d’insurtech.
Après plusieurs années passées à l’étranger, Thomas Dermine revient à Charleroi début 2017 pour travailler sur le plan Catch, visant à accélérer la création d’emplois dans la région de Charleroi, frappée par plusieurs restructurations industrielles. 
Cet engagement lui vaut le prix Bologne-Lemaire du "Wallon de l'année 2018", décerné par l'Institut Jules Destrée.  En novembre 2019, il devient directeur de l’Institut Émile Vandervelde, le centre d’études du Parti socialiste belge.
Dans le cadre de cette fonction, Thomas Dermine participe, aux côtés de Paul Magnette, aux négociations pour la formation du gouvernement fédéral belge en 2019-2020.

### Parcours politique

#### Secrétaire d’État fédéral
Lors de la formation du gouvernement fédéral d'Alexander De Croo le 1er octobre 2020, Thomas Dermine est nommé secrétaire d’État à la Relance et aux Investissements stratégiques chargé de la Politique scientifique, adjoint au ministre de l’Économie et du Travail, Pierre-Yves Dermagne.
Au sein du gouvernement fédéral, il pilote la coordination du Plan national pour la reprise et la résilience au niveau belge en assurant une étroite collaboration entre la Commission européenne et l’ensemble des entités en Belgique. Le plan est officiellement déposé le 30 avril 2021,. Il comporte 118 projets pour un montant total de 7,5 milliards d'euros.
En parallèle de cette mission, Thomas Dermine pilote également la Politique scientifique fédérale, qui regroupe notamment l’agenda spatial belge et européen, le financement des programmes de recherche ainsi que la tutelle sur les établissements scientifiques fédéraux, parmi lesquels les grands musées belges.
Sous son impulsion, en 2020 et 2021, la Belgique a dépassé son objectif de 3% du PIB investi dans la recherche et développement, figurant ainsi dans le top 3 des pays européens investissant le plus dans la recherche et le développement.
Par ailleurs, ayant la tutelle sur le Musée royal de l’Afrique centrale, Thomas Dermine a été l’initiateur d’une approche pionnière visant à la restitution des biens culturels issus du passé colonial au pays d’origine, notamment la République démocratique du Congo. Cette approche a été traduite en projet de loi reconnaissant le caractère aliénable des biens issus du passé colonial et déterminant un cadre juridique pour leur restitution et leur retour. Cette loi a été adoptée par la Chambre des représentants le 30 juin 2022, date du 62e anniversaire de l’indépendance de la République démocratique du Congo. Par ailleurs, le 8 juin 2022, à l’occasion de la première visite officielle du roi Philippe en République démocratique du Congo, un premier masque Kakuungu a été retourné à son pays d’origine, symbolisant la volonté conjointe des deux États à approfondir leur collaboration sur cette question.

#### Cadre du PS carolorégien
Thomas Dermine est élu le 17 février 2022 président par intérim de la fédération PS de Charleroi, où il succède à Babette Jandrain. Il est réélu lors du congrès socialiste de mars 2023 pour un mandat complet de quatre ans : seul candidat en lice, il recueille 93,5 % des voix des militants ayant pris part au vote.
Lors des élections régionales du 9 juin 2024, il est élu député au Parlement wallon. Il démissionne du gouvernement fédéral le 25 juin suivant afin de prêter serment comme parlementaire en Région wallonne. Il fait son retour au sein du gouvernement d'Alexander De Croo dès le lendemain. Son siège de député est repris le 15 juillet suivant par Isabella Greco, première suppléante sur la liste PS dans la circonscription de Charleroi-Thuin.

#### Bourgmestre de Charleroi
Thomas Dermine est pressenti en août 2024 comme candidat bourgmestre à Charleroi, ville gouvernée depuis 12 ans par le président du PS Paul Magnette. Le 29 août, la liste PS pour les élections communales du 13 octobre est officiellement présentée et Thomas Dermine y figure en tête, Paul Magnette occupant lui la troisième position. Au soir du scrutin, il remporte 11 360 voix de préférence, arrivant deuxième derrière Paul Magnette. Confirmé comme prochain bourgmestre peu après le scrutin, il annonce la formation d'une coalition avec Les Engagés, bien que le PS dispose de la majorité absolue au conseil communal.

## Mandats politiques
- Du 1er octobre 2020 - 3 février 2025 : secrétaire d'État pour la Relance et les Investissements stratégiques, chargé de la Politique scientifique
- 25 – 26 juin 2024 : député au Parlement wallon
- Depuis le 2 décembre 2024 : bourgmestre de Charleroi

## Occupations académiques
Depuis 2016, Thomas Dermine coordonne un programme universitaire à l’Université libre de Bruxelles en « micro-économie et compétitivité », en partenariat avec l’université Harvard.
Il est par ailleurs membre des conseils consultatifs de l’université de Mons et de Solvay.

## Distinction
- Commandeur de l'ordre de Léopold II en 2024[22].

## Publications
- Contrat à impact social : une opportunité pour le financement de l’action sociale ?[23], in Économie(s) sociale(s) et solidaire(s), Informations Sociales n°199, 2019
- Contrat à Impact Social – Balises et potentiel en France pour le financement de l’innovation sociale[24], with Bazy M.-E. in ‘Économie sociale et solidaire et État, Institut de la gestion publique et du développement économique, Ministère de l’Économie et des Finances, mai 2017
- Social Impact Bonding[25], with Le Grelle M., Simonart F., Stanford Social Innovation Review, Viewpoint Economic Development, Fall 2016
- Establishing Social Impact Bonds in Continental Europe[26], Harvard M-RCBG Associate Working Paper Series n°26, May 2014
- Evaluation and analysis of Walloon Aeronautic Cluster[27] with Kalita R., Valenti L., Bodeux M., edited by Pr. Michael Porter, Report to the Institute for Strategy and Competitiveness, Harvard Business School, March 2013 “
- Un plan stratégique pour Charleroi[28], Courrier hebdomadaire du CRISP, n° 2060, March 2010
- Axes de développement prioritaires pour la ville de Charleroi, Revue du Conseil économique et social de la Région wallonne, n°100, January 2010